# La Harpe, Kansas
La Harpe är en ort i Allen County i Kansas. Vid 2020 års folkräkning hade La Harpe 480 invånare.